# Augusto Berns
Augusto Berns, eigentlich Rudolph August Berns (* 8. Juni 1842 in Uerdingen; † nach 1888), war ein deutscher Ingenieur und Unternehmer, der 1867 in den peruanischen Anden die verlassene Inkastadt Machu Picchu wiederentdeckte, welche heute als UNESCO-Weltkulturerbe zu den neuen sieben Weltwundern zählt.

## Leben
Rudolph August Berns war der älteste Sohn des Weinhändlers Johann Berns und seiner Ehefrau Amalie Caroline Albertine Berns, geborene Dültgen. Die Familie lebte später in Friedrichswerder bei Berlin, wo der Vater als Weinhändler tätig war. Als junger Mann wanderte Berns nach Peru aus, nannte sich fortan Augusto Berns und arbeitete 1866 als Kanonenwart bei der Verteidigung der Hafenstadt Callao gegen die Spanier, danach als Landvermesser für eine Eisenbahngesellschaft.

## Machu Picchu
Lange Zeit galt Hiram Bingham als Entdecker Machu Picchus. Erst seit Neuem ist die Wissenschaft überzeugt, dass Berns noch vor Bingham die Stadt entdeckte. Der Nachweis ist ein Buch des Kartographen Hermann Göhring, der ab 1880 der Bevollmächtigte des Leipziger Museums für Völkerkunde in Guayaquil war. 1873 hatte er mit dem Präfekten von Cusco, Baltazar La Torre, die peruanische Provinz Paucartambo bereist, beschrieben und kartographiert. In seinem 1877 veröffentlichten Expeditionsbericht erwähnt Hermann Göhring die „Festung“ Picchu. Dem Buch ist eine 1874 gezeichnete Karte beigegeben, die Machu Picchu zeigt. Dokumenten in der Biblioteca Nacional del Perú in Lima zufolge hatte Berns die Stadt wiederentdeckt.
Der US-amerikanische Historiker Paolo Greer, der die Augusto Berns betreffenden Dokumente in der peruanischen Nationalbibliothek gefunden hatte, vermutete zunächst, Berns habe die Inkastadt ausgeplündert. Von dieser Vermutung rückte er später ab. Womöglich war Berns nicht der einzige, der vor Bingham die Stadt entdeckte, doch die Forschung dazu ist noch nicht abgeschlossen.
Zum weiteren Schicksal von Augusto Berns, insbesondere zu seinen geschäftlichen Unternehmungen, findet sich eine Lebensbeschreibung in der peruanischen Nationalbibliothek, die bis ins Jahr 1887 reicht. Danach verliert sich seine Spur.
So habe Berns sich nach der Entdeckung von Macchu Picchu die Aktiengesellschaft Huaca del Inca zur Bergung der Gold- und Silberschätze der alten Kultur ausgedacht; er sammelte das Geld der Aktionäre und verschwand damit.

## Nachleben
Die Schriftstellerin Sabrina Janesch erzählt die Lebensgeschichte Augusto Berns’ in ihrem 2017 erschienenen Roman Die goldene Stadt, der auf eigenen Recherchen und denen von Historikern beruht.